# Zeelst

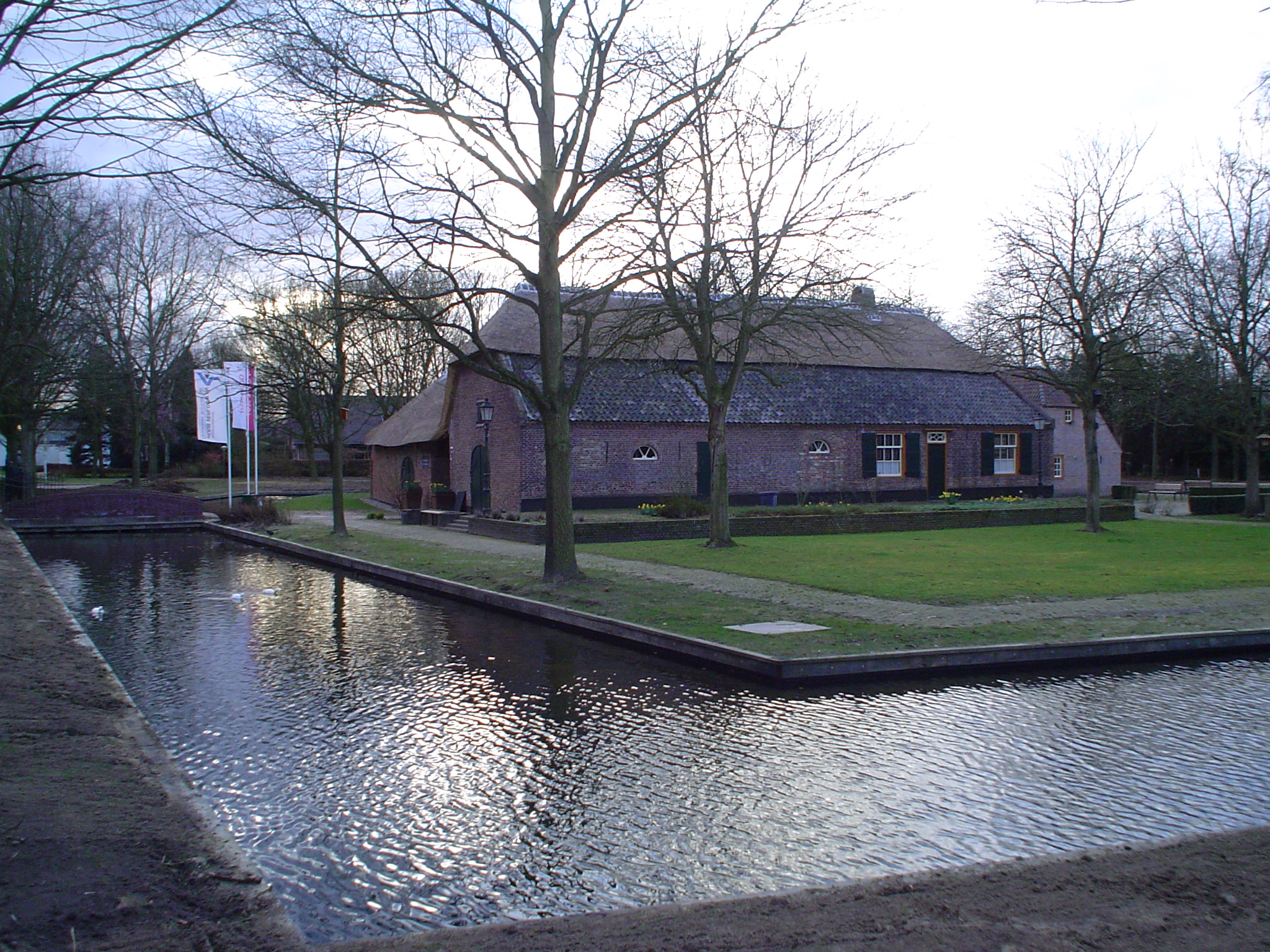
Museum 't Oude Slot

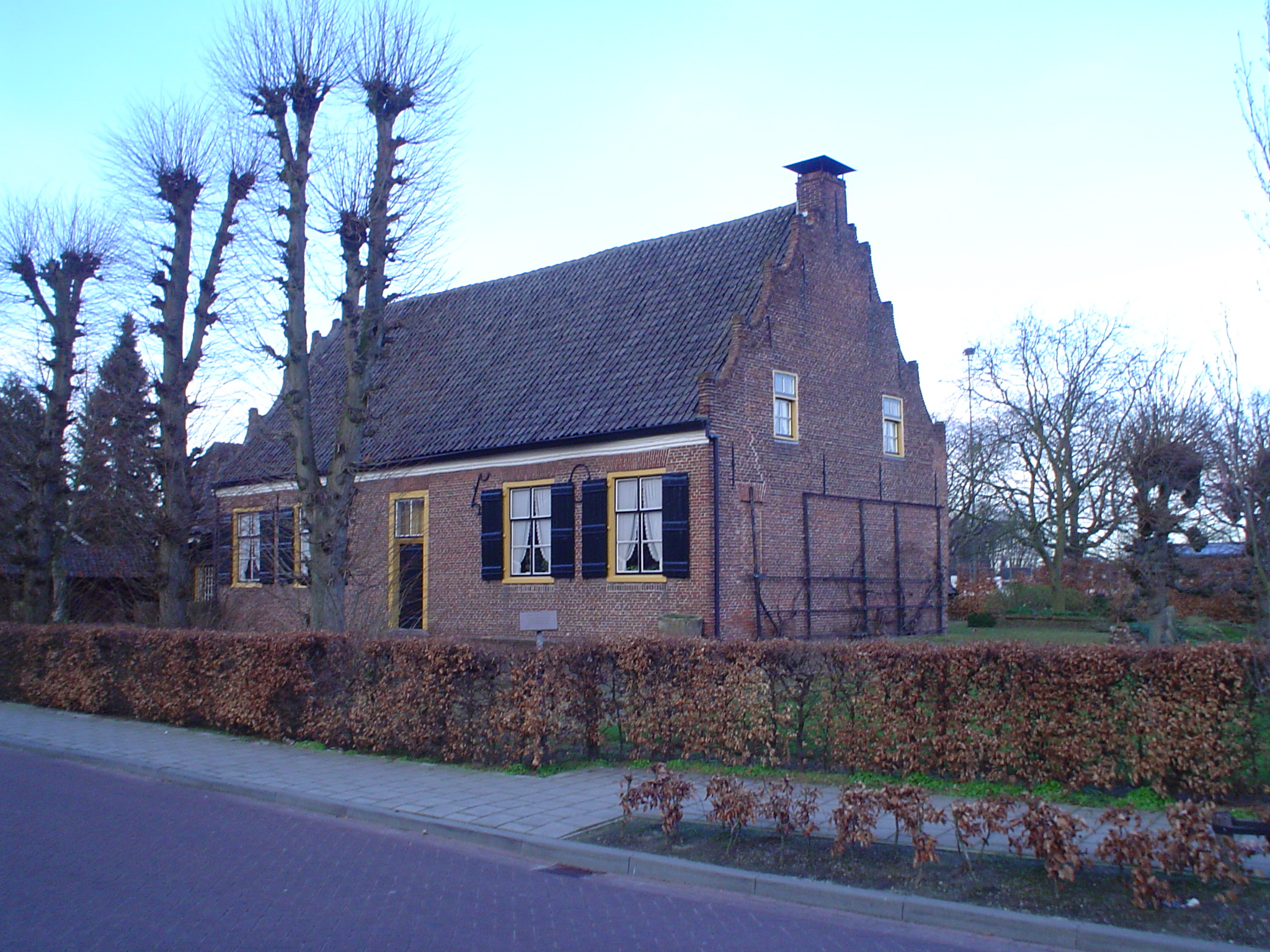
Het Trapjeshuis

Zeelst (Brabants: Zilst) was oorspronkelijk een kerkdorp en vormt een wijk in de gemeente Veldhoven. Tot 1921 was Zeelst een zelfstandige gemeente in Noord-Brabant.
Later zijn delen van Zeelst geannexeerd door Eindhoven, onder andere om het vliegveld Eindhoven Airport geheel op eigen grondgebied te krijgen en om de wijk Meerhoven te bouwen.

## Geschiedenis
Zeelst is vanaf ongeveer 1400 een zelfstandige parochie geweest. Ook was het een kleine heerlijkheid, waar een edelmansfamilie in een slotje woonde. Dit is in de 15e eeuw gebouwd door de familie Van Eyck. Op de plaats daarvan is nu Museum 't Oude Slot gevestigd.
Bestuurlijk viel Zeelst evenals Blaarthem, Knegsel, Meerveldhoven, Oerle, Veldhoven, Vessem en Wintelre onder de schepenbank van Oerle, maar in 1560 werd deze opgesplitst, waarbij Veldhoven, Zeelst en Blaarthem een eigen schepenbank kregen. In 1811 werd Zeelst een zelfstandige gemeente. In 1855 kwam de eerste belangrijke verbindingsweg gereed, de Steenweg op Turnhout. Langs deze weg werden tussen 1870 en 1915 veel fabrieken gebouwd. In Zeelst betrof dit onder meer:
- Sigarenfabrieken Gebr. Bazelmans
- N.V. Nederlandsche Steenfabriek De Koraal
- Linnenfabriek en Bleekerij van Wed. J. van Nuenen & Zoon

Vanaf de jaren zestig verdween de oorspronkelijke industrie, maar de bevolking vond werk in Eindhoven en elders in Veldhoven, waar veel nieuwe bedrijven werden opgericht. Van de jaren zestig tot de jaren negentig was ten noorden van het dorp, bij vliegveld Eindhoven, de militaire rijopleiding PIROC gevestigd, die ook bekend stond als Kamp Zeelst. 
Hoewel Zeelst in de tweede helft van de 20e eeuw geheel ingesloten is geraakt door de nieuwbouwwijken van Veldhoven, is er iets van de oude dorpskern overgebleven in de vorm van dorpsbebouwing en een deel van het oorspronkelijke stratenpatroon. Van de wijken kunnen genoemd worden: d'Ekker (1957) en Cobbeek (1973). Door de verstedelijking ontstonden meer parochies, zoals de Parochie Heilige Jozef Werkman in 1957 voor de nieuwbouwwijk d'Ekker en later gebouwde wijken, en de Sint-Maartensparochie in 1988 voor Veldhoven-Noord. In 2004 zijn deze parochies samengevoegd tot de pastorale eenheid Christus Hovenier, die ook de nieuwe wijk Meerhoven verzorgt.
De lokale bevolking beschouwt Zeelst als los van Veldhoven met het motto "Zilst Blè Zilst" (Zeelst blijft Zeelst).

## Bezienswaardigheden
- Sint-Willibrorduskerk: een ontwerp van Carl Weber, gebouwd in 1873 en verbouwd in 1952 omdat ze te klein was geworden voor het groeiend aantal gelovigen. De kerk heeft een forse toren met vier spitse hoektorentjes en een traptorentje opzij. De kerk bezit enkele glas-in-loodramen.[3]
- Sint-Jozefkerk: een doosvormige moderne kerk van na 1957 met een opvallende zuilvormige toren die van meerdere uurwerken is voorzien. Het interieur valt op door schone baksteen en grote glazen vensterwanden.
- Sint-Maartenskerk: een tentvormig parochiecentrum uit 1990, ontworpen door Jan Merks.
- Trapjeshuis: het oudste huis van Veldhoven, uit 1750.[4] Gelegen aan de Kapelstraat-Noord, met speels vormgegeven kopgevels.
- Muziekkiosk: een karakteristiek punt met de overblijfselen van de dorpsbebouwing eromheen.
- Zilster molen: een windmolen nabij het oude centrum.
- Langgevelboerderij op Hemelrijken, uit 1847, later bewoond door een kunstenaar.

## Musea
Museum 't Oude Slot, op Hemelrijken, is gevestigd in een U-vormige herenboerderij uit de 18e eeuw, die gebouwd is op de fundamenten van de vroegere edelmanswoning. In 1964 werd de deels gedempte gracht hersteld. Het museum is gewijd aan de Kempense volkenkunde, en ook zijn er voorwerpen te zien die bij de opgravingen zijn gevonden en afkomstig zijn van het slotje. De boerderij is in 1974 gerestaureerd.

## Uitgaan
Zeelst kent diverse uitgaansgelegenheden in de oude dorpskern. Hierdoor trekt het bezoekers tijdens uitgaansavonden. Tijdens carnaval gaat de optocht door het "dorp" en zijn de meeste horecagelegenheden aangesloten met zogeheten leutmunten als betaalmiddel. Ook wordt hier elk jaar begin augustus de regionaal bekende kermis gehouden.

## Sport
De Zeelster voetbalvereniging UNA is opgericht in 1929 en speelt in de 21e eeuw in de hoogste amateurklassen.

## Natuur en landschap
Door de verstedelijking is er van het agrarische landschap weinig meer over. Voormalige buurtschappen als Djept, Muggenhol, Heistraat en Sliffert zijn in het begin van de 21e eeuw door de nieuwbouwwijk Meerhoven opgeslokt.

## Geboren in Zeelst
- Tiny Kox (1953), politicus (SP)

## Nabijgelegen kernen
Meerhoven, Meerveldhoven, Oerle, Strijp